# Carl Engelke (Apotheker)
Carl August Friedrich Engelke oder Karl Friedrich August Engelke (geboren 22. Januar 1848 in Hannover; gestorben 6. März 1926 ebenda) war ein deutscher Apotheker und Naturwissenschaftler. Der Autor insbesondere zu Pilzen und Flora in Niedersachsen fungierte zudem als Bibliothekar und Herausgeber für die Naturhistorische Gesellschaft zu Hannover.

## Leben
Geboren in der Frühzeit der Industrialisierung in der Residenzstadt des Königreichs Hannover, absolvierte Carl Engelke zunächst die hannoversche Realschule I und besuchte anschließend die damalige Tierarzneischule Hannover, an der er Vorlesungen über Chemie und Botanik hörte. Am 1. Juli 1864 begann er eine Lehre bei dem Apotheker Redeker in Neustadt am Rübenberge, die er am 15. Dezember 1867 mit dem Apotheker-Gehilfen-Examen mit der Note „vorzüglich gut“ abschloss. Bei Redeker blieb Engelke noch knapp zwei Jahre tätig, um anschließend vom 1. Oktober 1869 bis zum 31. März 1871 in der Einhorn-Apotheke in Lüneburg zu arbeiten.
Gegen Ende des Deutsch-Französischen Krieges genügte Engelke seiner Militärpflicht bis als einjährig-freiwilligen Militärpflicht bis zum 1. April 1872 als Militärpharmazeut im Garnisonlazarett in Hannover. „Wegen guter Führung“ wurde ihm gestattet, nebenher die die Polytechnische Schule zu besuchen, um dort reine und technische Chemie zu studieren.
Ab dem 1. April 1872 wirkte Engelke abermals ein Jahr lang in der Lüneburger Einhorn-Apotheke, um dann ab 1. April 1873 an der Georg-August-Universität zu Göttingen, an der er am 1. Juni 1874 sein Staatsexamen wiederum mit dem Prädikat „vorzüglich gut“ bestand.
In der Folge arbeitete er zum dritten Mal und bis zum 1. Oktober 1875 in der Lüneburger Einhorn-Apotheke. In diesem Zeitraum führte er gemeinsam mit G. Moritz chemische Untersuchungen von 30 Lüneburger Wässern und Brunnen durch. Die dann gedruckten Untersuchungsergebnisse waren zugleich eine kritische Betrachtung über die mögliche Trinkwasser-Eignung für die Lüneburger Bewohner.
Ab Ende 1875 verwaltete Engelke die Filial-Apotheke in Augustfehn im Oldenburger Land, wo er heiratete und blieb
bis zum 1. Oktober 1882 als Verwalter tätig blieb. Anschließend folgte er dem Ruf des hannoverschen Apothekers und Senators Arnold Hildebrand zur Verwaltung der dortigen Aegidien-Apotheke.
Am 1. April 1887 erhielt Carl Engelke die Konzession zur Führung einer eigenen Apotheke in Lauenau am Deister. Aufgrund der „mustergültigen Revisionsbefunde seiner Apotheke“ berief ihn die Regierung zum Mitglied der Apotheken-Revisionskommission für den Regierungsbezirk Hannover.
Zum 30. September 1900 verkaufte Engelke seine Lauenauer Apotheke, um sich für den Rest seines Lebens völlig den Naturwissenschaften widmen zu können. Er übersiedelte nach Hannover, wo er an der Technischen Hochschule Vorlesungen über die neuesten Forschungen in Bakteriologie und Elektrotechnik hörte. Als Mitglied der Naturhistorischen Gesellschaft zu Hannover, die ihn später zum Ehrenmitglied ernannte, gab er als Bibliothekar der als Verein geführten Körperschaft, in der er wiederholt mit eigenen Vorträgen hervortrat, ein neues Bücherverzeichnis der Gesellschaft heraus.
Carl Engelke starb am 6. März 1926 in Hannover im Alter von 78 Lebensjahren.

## Schriften
- Chemische Untersuchung der Wässer Lüneburgs, 1874
- Über die Konservierung von Pilzen (Fungi conservati), in: Botanische Zeitung, 1882
- Beitrag zur hannoverschen Pilzflora, 1900
- Sceptromyces Opizi Corda (Botrytis sceptrum Corda) ist eine Conidienform von Aspergillus niger Rob., 1902
- Neue Beobachtungen über Claviceps purpurea, 1902
- Nummularia lutea als seltene Pyrenomyceten-Art, 1909
- Eine abweichende Form der Fuligo varians Sommf., 1909
- Über die Myxomyceten mit besonderen Berücksichtigung der bei Hannover vorkommenden Arten, 1910
- Die Telephoreen der hannoverschen Flora, 1910
- Ferdinand Alpers. Ein Nachruf, 1918
- Über Clavaria fistulosa Holmsk und Clavaria contorta Holmsk, 1913
- Über Konservierung von Pilzen für Schausammlungen und Herbarien, 1913
- Verzeichnis der Büchersammlung der Naturhistorischen Gesellschaft, 5. Auflage, 1915
- Nachtrag und Ergänzungen zur hannoverschen Pilzflora, 1925
- Beiträge zu der hannoverschen Pilzflora, postum 1930